# Ntumu (langue)
Pour les articles homonymes, voir Ntumu.
Le ntumu ou ntoumou est une langue fang parlée à partir du village Mengomo dans la région de Meyo-Centre (Vallée du Ntem / Cameroun) via Ma'an, Ambam, Kye-Ossi, Olamze, Abang-Minko'o (mondial) jusqu'à la région d'Oyem (Gabon) via Bitam et Meyo-Kie. La même langue est également parlée dans la partie nord de la Guinée équatoriale (zone d'Ebebiyin) jusqu'à la région de Mongomo. 
Quelques langues fang :
- Betsi
- Ntumu
- Okak
- Mvai
- Nzaman
- Mekè me Nkoma

## Écriture
Le fang-ntumu n’a pas d’orthographe standardisée utilisée. Cependant l’Alphabet scientifique des langues du Gabon (ASG), l’Orthographe des langues du Gabon ou encore le Rapidolangue peuvent être utilisés.
| Majuscules | A | B | D | Ǝ | E | Ɛ | F | G | Ɣ | I | Ʒ | J | K | L | M | N |
| Minuscules | a | b | d | ǝ | e | ɛ | f | g | ɣ | i | ʒ | j | k | l | m | n |
| Majuscules | Ŋ | O | Ɔ | P | R | S | Ʃ | T | U | Ṳ | V | W | W̤ | Y | Z |   |
| Minuscules | ŋ | o | ɔ | p | r | s | ʃ | t | u | ṳ | v | w | w̤ | y | z |   |

## Prononciation
Le fang-ntumu de Bitam a 8 voyelles : /i, u, e, o, ɛ, ɔ, a, ə/ ; le fang-ntumu d’Oyem a 9 voyelles : /i, u, e, o, ɛ, ɔ, a, ə, y/.